# La Selle-en-Coglès
La Selle-en-Coglès era una comuna francesa situada en el departamento de Ille y Vilaine, de la región de Bretaña, que el 1 de enero de 2017 pasó a ser una comuna delegada de la comuna nueva de Les Portes-du-Coglais al fusionarse con las comunas de Coglès y Montours.

## Demografía
| Gráfica de evolución demográfica de La Selle-en-Coglès entre 1800 y 2014 |
|                                                                          |

Los datos demográficos contemplados en este gráfico de la comuna de La Selle-en-Coglès se han cogido de 1800 a 1999 de la página francesa EHESS/Cassini, y los demás datos de la página del INSEE.